# Hunderacer
Oversigt over hunderacer
A – B – C – D – E – F – G – H – I – J – K – L – M – N – O – P – Q – R – S – T – U – V – W – X – Y – Z

## A
- Affenpinscher
- Afghansk mynde (FCI 10/1/228) (Afghan Hound) Oprindelsesland: Afghanistan
- Airedaleterrier
- Akita
- Alaskan malamute
- Amerikansk bulldog
- Amerikansk eskimohund
- Amerikansk pitbullterrier
- Amerikansk vandspaniel
- Appenzeller sennenhund
- Australian Shepherd
- Australian Silky Terrier
- Amerikansk Staffordshire terrier
- Australsk bulldog
- Australsk cattledog
- Australsk kelpie
- Australsk terrier
- Azawakh (FCI 10/3307) Oprindelsesland: Mali

A – B – C – D – E – F – G – H – I – J – K – L – M – N – O – P – Q – R – S – T – U – V – W – X – Y – Z

## B
- Barbet Oprindelsesland: Frankrig
- Basenji
- Basset Artesien Normand Oprindelsesland: Frankrig
- Basset Bleu de Gascogne Oprindelsesland: Frankrig
- Basset Fauve de Bretagne Oprindelsesland: Frankrig
- Bassethund Oprindelsesland: England
- Beagle (FCI 6/1.3/161) Oprindelsesland: Storbritannien
- Bearded Collie (FCI -/-/271 C)
- Beauceron (Berger de Beauce – Bas Rouge) Oprindelsesland: Frankrig
- Bedlington Terrier
- Belgisk Hyrdehund (Berger Belge) (FCI 1/1/15) Oprindelsesland: Belgien
- Bergamasco
- Berner Sennen (FCI 2/3/45) Oprindelsesland: Schweiz
- Bichon Frisé
- Bichon Havanais
- Blodhund (Chien de Saint-Hubert) (FCI 6/1.1/84) Oprindelsesland: Belgien
- Borador
- Border Collie
- Border Terrier
- Borzoi (Russkaja Psovaja Borzaia) (FCI 10/3/193) Oprindelsesland: Rusland
- Boston terrier Oprindelsesland: USA
- Bouvier des Flandres Varetages
- Bouvier des Flandres
- Boxer
- Breton (hund)
- Briard (FCI -/-/113) Oprindelsesland: Frankrig
- Broholmer (FCI 2/2.1/-) Oprindelsesland: Danmark
- Bullterrier
- Bullterrier, miniature
- Bulldog
- Bullmastiff

A – B – C – D – E – F – G – H – I – J – K – L – M – N – O – P – Q – R – S – T – U – V – W – X – Y – Z

## C
- Cairnterrier
- Cane Corso Italiano Oprindelsesland: Italien
- Canaanhund
- Cao da Fila de San Miquel Varetages
- Cao da Serra da Estrela Varetages
- Cao da Serra des Aires
- Cao de Agua Portugues Oprindelsesland: Portugal
- Cavalier King Charles Spaniel (FCI 9/7/136) Oprindelsesland: Storbritannien
- Central Asiatisk Owtscharka
- Chart Polski (FCI 10/3/333) Oprindelsesland: Polen
- Chesapeake Bay retriever (FCI 8/1/263) Oprindelsesland: USA
- Chihuahua
- Chow Chow (FCI 5/5/205) Oprindelsesland: Kina
- Collie
- Cocker Spaniel (FCI 8/2/5) Oprindelsesland: England
- Coton de Tulear Oprindelsesland: Madagaskar
- Curly coated retriever (FCI 8/1/-) Oprindelsesland: England
- Césky Terrier

A – B – C – D – E – F – G – H – I – J – K – L – M – N – O – P – Q – R – S – T – U – V – W – X – Y – Z

## D
- Dalmatiner
- Dandie Dinmont Terrier
- Dansk spids
- Dansk-Svensk Gårdhund
- Dobermann (FCI 2/-/143) Oprindelsesland: Tyskland
- Dobermann Pinscher
- Dogger (Dogue de Bordeaux, Mastin Espanol, Mastin de los Pirineos)
- Dogo Argentino Oprindelsesland: Argentina
- Drentsche patrijshond (Hollandsk agerhønsehund) (FCI 7/1.2/-) Oprindelsesland: Holland
- Dværgpinscher (FCI 2/1/185) Oprindelsesland: Tyskland
- Dværgschnauzer Oprindelsesland: Tyskland

A – B – C – D – E – F – G – H – I – J – K – L – M – N – O – P – Q – R – S – T – U – V – W – X – Y – Z

## E
- Engelsk bulldog
- Engelsk setter
- English Toy Terrier
- Entlebucher Sennenhund
- Eskimohund
- Eurasier

A – B – C – D – E – F – G – H – I – J – K – L – M – N – O – P – Q – R – S – T – U – V – W – X – Y – Z

## F
- Field Spaniel
- Field Trial Springer Spaniel (Field Trial Springer Spaniel er ikke godkendt i FCI-regi, men stambogsføres i Dansk Kennel Klubs X-register.[1])
- Finsk Hyrdehund
- Finsk lapphund
- Finsk Spids
- Flatcoated Retriever
- Foxterrier, glathåret
- Foxterrier, ruhåret
- Fransk bulldog

A – B – C – D – E – F – G – H – I – J – K – L – M – N – O – P – Q – R – S – T – U – V – W – X – Y – Z

## G
- Galgo Español (FCI 10/3/285) Oprindelsesland: Spanien
- Gamle Danske Hønsehund (FCI 7/1/281) Oprindelsesland: Danmark
- Golden Retriever (FCI 8/1/111) Oprindelsesland: Storbritannien
- Gordon setter (FCI 7/2.2/-) Oprindelsesland: Storbritannien
- Gos d Atura Catala
- Grand Basset Griffon Vendeen Oprindelsesland: Frankrig
- Grand Danois (Deutsche Dogge) (FCI 2/2.1/235) Oprindelsesland: Tyskland
- Gravhund (FCI 4/-/148) Oprindelsesland: Tyskland
- Great Japanese Dog
- Greyhound (FCI 10/3/158) Oprindelsesland: Storbritannien
- Griffon Belge Oprindelsesland: Belgien
- Griffon Bruxellois Oprindelsesland: Belgien
- Griffon Petit Brabancon Oprindelsesland: Belgien
- Gross-Spitz
- Grosser Schweizer Sennenhund
- Grønlandshund

A – B – C – D – E – F – G – H – I – J – K – L – M – N – O – P – Q – R – S – T – U – V – W – X – Y – Z

## H
- Havaneser (Bichon Havanese)
- Hollandsk Hyrdehund
- Hovawart (FCI -/-/190 )
- Hvid Schweizisk Hyrdehund (Berger Blanc Suisse) (FCI -/1/1) Oprindelsesland: Schweiz
- Hollandsk Kooiker

A – B – C – D – E – F – G – H – I – J – K – L – M – N – O – P – Q – R – S – T – U – V – W – X – Y – Z

## I
- Irish Glen of Imaal Terrier
- Irish Soft-Coated Wheaten Terrier
- Irsk setter
- Irsk Terrier
- Irsk Ulvehund (FCI 10/2/160) Oprindelsesland: Irland
- Islandsk fårehund (FCI 5/3/289) Oprindelsesland: Island
- Italiensk Mynde (FCI 10/3200) Oprindelsesland: Italien

A – B – C – D – E – F – G – H – I – J – K – L – M – N – O – P – Q – R – S – T – U – V – W – X – Y – Z

## J
- Jack Russell Terrier
- Japansk Spids
- Jämthund

A – B – C – D – E – F – G – H – I – J – K – L – M – N – O – P – Q – R – S – T – U – V – W – X – Y – Z

## K
- Karelsk Bjørnehund
- Kaukasisk Hyrdehund Varetages
- Keeshond
- Kerry Blue Terrier
- Kishu
- Kleinspitz
- Komondor
- Kontinental Landseer Varetages
- Kooikerhondje Oprindelsesland: Holland
- Kuvasz

A – B – C – D – E – F – G – H – I – J – K – L – M – N – O – P – Q – R – S – T – U – V – W – X – Y – Z

## L
- Labrador Retriever
- Lagotto romagnolo Oprindelsesland: Italien
- Lakeland Terrier
- Langhåret hønsehund (Langhaariger Deutscher Vorstehhund) (FCI 7/1.2/117 ) Oprindelsesland: Tyskland
- Leonberger (FCI 2/2/145) Oprindelsesland: Tyskland
- Lhasa Apso (Tibetanske racer) (FCI 9/5/-) Oprindelsesland: Tibet
- Löwchen (Petin Chein Lion) Oprindelsesland: Frankrig

A – B – C – D – E – F – G – H – I – J – K – L – M – N – O – P – Q – R – S – T – U – V – W – X – Y – Z

## M
- Magyar Agar (FCI 10/3/240) Oprindelsesland: Ungarn
- Malinois
- Malteser (Bichon Maltese)
- Manchester Terrier
- Maremma Varetages
- Mastiff
- Mexikansk hårløs
- Molosser
- Mops
- Mudi Varetages
- Münsterlænder

A – B – C – D – E – F – G – H – I – J – K – L – M – N – O – P – Q – R – S – T – U – V – W – X – Y – Z

## N
- Newfoundland (FCI 2/2.2/50) Oprindelsesland: Canada
- Norbottenspids
- Norfolk Terrier
- Norsk Buhund
- Norsk Elghund, Grå
- Norsk Elghund, sort
- Norsk Lundehund
- Norwich Terrier
- Nova Scotia duck tolling retriever (FCI 8/1/-)

A – B – C – D – E – F – G – H – I – J – K – L – M – N – O – P – Q – R – S – T – U – V – W – X – Y – Z

## O
- Old English Sheepdog

A – B – C – D – E – F – G – H – I – J – K – L – M – N – O – P – Q – R – S – T – U – V – W – X – Y – Z

## P
- PON
- Papillon – Phalène (Épagneul nain continental) (FCI FCl 9/9/77)
- Parson Russell Terrier
- Pekingeser  Oprindelsesland: Kina
- Peruviansk hårløs
- Petit basset griffon vendéen Oprindelsesland: Frankrig
- Petit Brabancon Oprindelsesland: Belgien
- Pharaoh Hound (FCI 5/6/248) Oprindelsesland: Malta
- Picard
- Pitbullterrier
- Podenco Ibicenco (FCI 5/7/89 – NB! I Danmark er racen placeret i GRUPPE 10 (Mynder).) Oprindelsesland: Spanien (Balearerne)
- Podengo Portugues (stor, mellem og lille) (FCI 5/7/94 – I Danmark er racen placeret i GRUPPE 10 (Mynder).) Oprindelsesland: Portugal
- Pointer Oprindelsesland: Storbritannien
- Polski Owczarek Podhalanski
- Pomeranian
- Puddel (Caniche) (FCI 9/2/-) Oprindelsesland: Frankrig
- Puli Oprindelsesland: Ungarn
- Pumi Oprindelsesland: Ungarn
- Pyrenæerhund (Chien de montagne des Pyrénées) (FCI 2/2.2/137) Oprindelsesland: Frankrig
- Pyrenæisk Hyrdehund

A – B – C – D – E – F – G – H – I – J – K – L – M – N – O – P – Q – R – S – T – U – V – W – X – Y – Z

## R
- Rhodesian ridgeback (FCI 6/3/146) Oprindelsesland: Det sydlige Afrika
- Riesenschnauzer
- Rottweiler
- Ruhår

A – B – C – D – E – F – G – H – I – J – K – L – M – N – O – P – Q – R – S – T – U – V – W – X – Y – Z

## S
- Saarlooswolfhond Oprindelsesland: Holland
- Saluki (FCI Gruppe 10/1/269) Oprindelsesland: Mellemøsten
- Samojedhund (FCI 5/1.2/212) Oprindelsesland: Nordlige Rusland, Sibirien
- Sankt Bernhard
- Sarplaninac
- Schapendoes
- Schipperke
- Schnauzer
- Schæfer Oprindelsesland: Tyskland
- Sealyham Terrier
- Shetland Sheepdog (Sheltie) Oprindelsesland: Storbritannien
- Shiba
- Shikoku
- Siberian Husky
- Skotsk Hjortehund (FCI 10/2/164) Oprindelsesland: Skotland, Storbritannien
- Skotsk Terrier
- Skye Terrier
- Sloughi (FCI 10/3/188) Oprindelsesland: Marokko
- Sort Russisk Terrier
- Spaniel
- Stabyhoun
- Staffordshire Bull Terrier
- Støver
- Sussex Spaniel Oprindelsesland: Storbritannien
- Svensk Lapphund
- Sydrussisk Owtscharka

A – B – C – D – E – F – G – H – I – J – K – L – M – N – O – P – Q – R – S – T – U – V – W – X – Y – Z

## T
- Tibetansk terrier Oprindelsesland: Tibet
- Tibetansk mastiff
- Tjekkoslovakisk ulvehund
- Tysk Jagtterrier
- Tysk pinscher

A – B – C – D – E – F – G – H – I – J – K – L – M – N – O – P – Q – R – S – T – U – V – W – X – Y – Z

## V
- Vestsibirisk Laika
- Vizsla, Korthåret (Rövidszörü magyar vizsla) (FCI 7/1/57) Oprindelsesland: Ungarn
- Vizsla, Ruhåret (Drotszörü magyar vizsla) (FCI 7/1/239) Oprindelsesland: Ungarn
- Volpino Italiano
- Västgötaspids

A – B – C – D – E – F – G – H – I – J – K – L – M – N – O – P – Q – R – S – T – U – V – W – X – Y – Z

## W
- Weimaraner (FCI 7/1.1/99) Oprindelsesland: Tyskland
- Welsh Corgi (Pembroke) Oprindelsesland: Storbritannien
- Welsh Springer Spaniel Oprindelsesland: Storbritannien
- Welsh Terrier
- West Highland White Terrier
- Whippet (FCI 10/3/162) Oprindelsesland: Storbritannien
- Østrigsk Pinscher

A – B – C – D – E – F – G – H – I – J – K – L – M – N – O – P – Q – R – S – T – U – V – W – X – Y – Z

## Y
Yorkshireterrier

## Basset
- Basset 
  - Basset Hound Oprindelsesland: England
  - Basset artésien normand Oprindelsesland: Frankrig
  - Basset Bleu de Gascogne Oprindelsesland: Frankrig
  - Basset fauve de Bretagne Oprindelsesland: Frankrig
  - Grand basset griffon Vendéen Oprindelsesland: Frankrig
  - Petit basset griffon vendéen Oprindelsesland: Frankrig

- Mynde 
  - Afghansk Mynde (FCI 10/1/228) (Afghan Hound) Oprindelsesland: Afghanistan
  - Azawakh (FCI 10/3307) Oprindelsesland: Mali
  - Borzoi (Russkaya Psovaya Borzaia) (FCI 10/3/193) Oprindelsesland: Rusland
  - Chart Polski (FCI 10/3/333) Oprindelsesland: Polen
  - Etnahund (Cirneco dell Etna) (FCI 5/7/199) Oprindelsesland: Italien
  - Galgo Español (FCI 10/3/285) Oprindelsesland: Spanien
  - Greyhound (FCI 10/3/158) Oprindelsesland: Storbritannien
  - Skotsk Hjortehund (FCI 10/2/164) Oprindelsesland: Skotland, Storbritannien
  - Italiensk Mynde (FCI 10/3200) Oprindelsesland: Italien
  - Magyar Agar (FCI 10/3/240) Oprindelsesland: Ungarn
  - Pharaoh Hound (FCI 5/6/248) Oprindelsesland: Malta
  - Podenco Ibicenco (FCI 5/7/89 – NB! I Danmark er racen placeret i GRUPPE 10 (Mynder).) Oprindelsesland: Spanien (Balearerne)
  - Podengo Portugues (stor, mellem og lille) (FCI 5/7/94 – I Danmark er racen placeret i GRUPPE 10 (Mynder).) Oprindelsesland: Portugal
  - Saluki (FCI Gruppe 10/1/269) Oprindelsesland: Mellemøsten
  - Sloughi (FCI 10/3/188) Oprindelsesland: Marokko
  - Whippet (FCI 10/3/162) Oprindelsesland: Storbritannien

## Retriever
- Retriever
  - Chesapeake Bay retriever (FCI 8/1/263) Oprindelsesland: USA
  - Curly coated retriever (FCI 8/1/-) Oprindelsesland: England
  - Flatcoated Retriever
  - Golden Retriever (FCI 8/1/111)
  - Labrador Retriever

## Spidshunde
- Spidshunde 
  - Akita
  - Alaskan malamute
  - Basenji
  - Canaanhund
  - Chow Chow
  - Eurasier
  - Finsk Hyrdehund
  - Finsk lapphund
  - Finsk Spids
  - Great Japanese Dog
  - Gross-Spitz
  - Grønlandshund
  - Islandsk fårehund
  - Japansk Spids
  - Jämthund
  - Karelsk Bjørnehund
  - Keeshond
  - Kishu
  - Kleinspitz
  - Mexikansk hårløs
  - Norsk Buhund
  - Norsk Elghund, grå
  - Norsk Elghund, sort
  - Norsk Lundehund
  - Peruviansk hårløs
  - Pomeranian
  - Samojede
  - Shiba
  - Siberian Husky
  - Svensk Lapphund
  - Vestsibirisk Laika
  - Västgötaspids

## Terrier
- Terrier 
  - Airedale Terrier
  - American Staffordshire Terrier
  - Australsk Terrier
  - Australian Silky Terrier
  - Bedlington Terrier
  - Border Terrier
  - Bull Terrier
  - Bull Terrier, miniature
  - Cairn Terrier
  - Césky Terrier
  - Dandie Dinmont Terrier
  - English Toy Terrier
  - Fox Terrier, glathåret
  - Fox Terrier, ruhåret
  - Irish Glen of Imaal Terrier
  - Irish Soft-Coated Wheaten Terrier
  - Irsk Terrier
  - Jack Russell Terrier
  - Kerry Blue Terrier
  - Lakeland Terrier
  - Manchester Terrier
  - Norfolk Terrier
  - Norwich Terrier
  - Parson Russell Terrier
  - Sealyham Terrier
  - Skotsk Terrier
  - Skye Terrier
  - Staffordshire Bull Terrier
  - Tysk Jagtterrier
  - Welsh Terrier
  - West Highland White Terrier

## Vizsla
- Vizsla 
  - Vizsla, Korthåret (Rövidszörü magyar vizsla) (FCI 7/1/57) Oprindelsesland: Ungarn
  - Vizsla, Ruhåret (Drotszörü magyar vizsla) (FCI 7/1/239) Oprindelsesland: Ungarn